# الوتویوا
الوتویوا (به لاتین: Alutwewa) یک منطقهٔ مسکونی در سری‌لانکا است که در استان مرکزی (سری‌لانکا) واقع شده‌است.